# Мункедаль
Мункедаль (швед. Munkedal) — містечко (tätort, міське поселення) у центральній Швеції в лені Вестра-Йоталанд. Адміністративний центр комуни  Мункедаль.

## Географія
Містечко знаходиться у північно-західній частині лена Вестра-Йоталанд за 466 км на південний захід від Стокгольма.

## Історія
Промислове зростання містечка відбулося завдяки розвитку лісопереробних підприємств.

## Населення
Населення становить 4 102 мешканців (2018). 

## Економіка
Паперова фабрика Munkedal є частиною паперової групи Arctic Paper і є провідним виробником екологічно адаптованого тонкого. На даний час паперова фабрика нараховує близько 380 працівників і є одним з найбільших роботодавців міста. 85% продукції експортується до Англії, Німеччини та країн Бенілюксу.

## Спорт
У поселенні базується футбольний клуб Мункедальс ІФ та інші спортивні організації. 

## Галерея

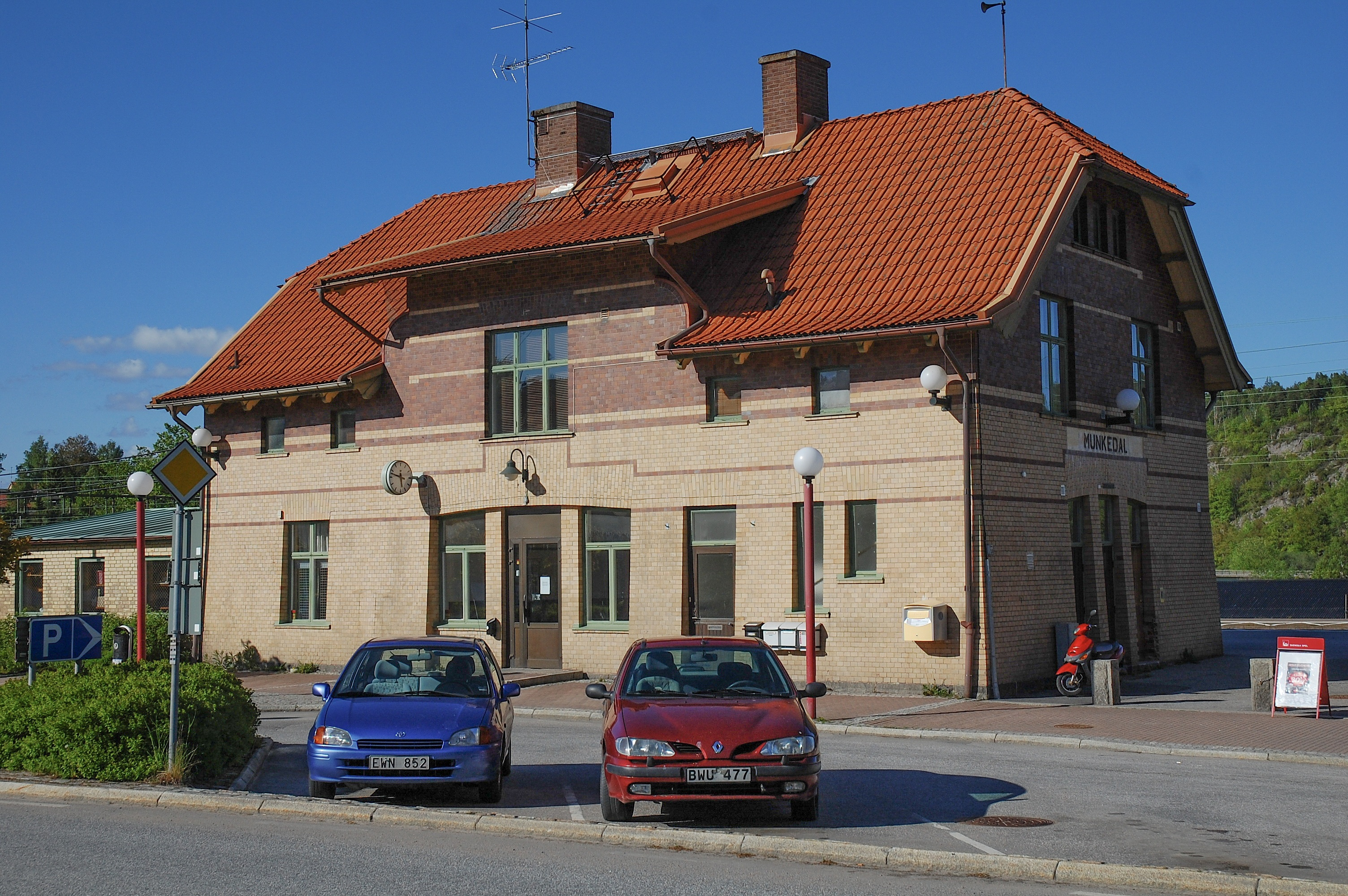
Залізнична станція
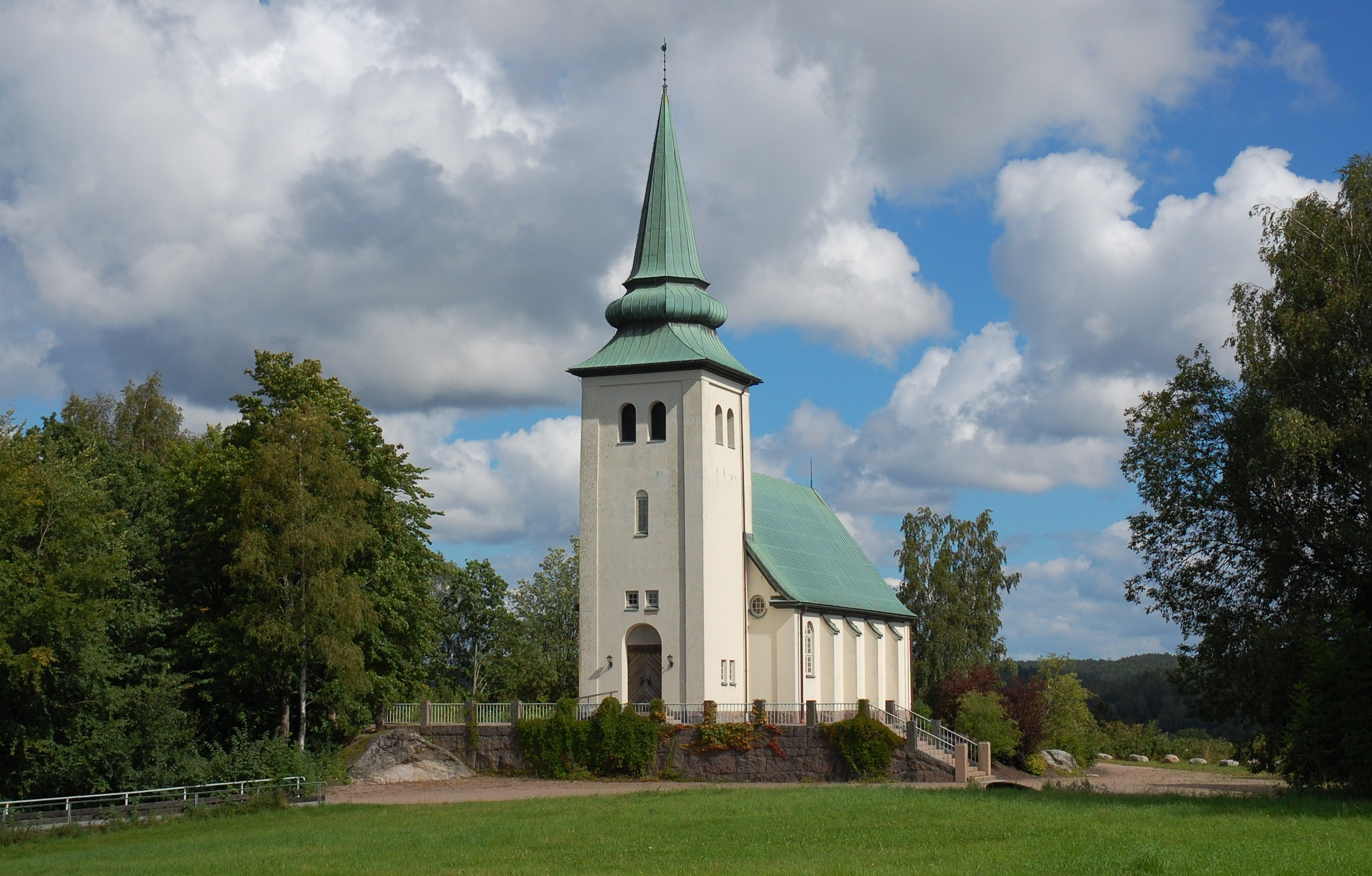
Церква
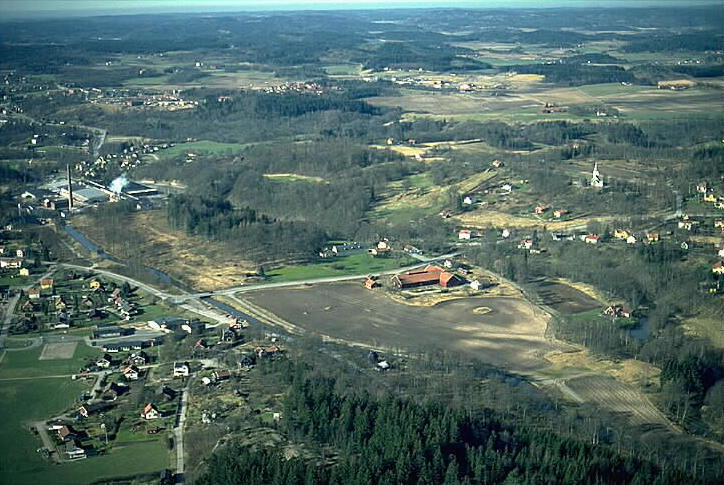
Вид з пташиного польоту
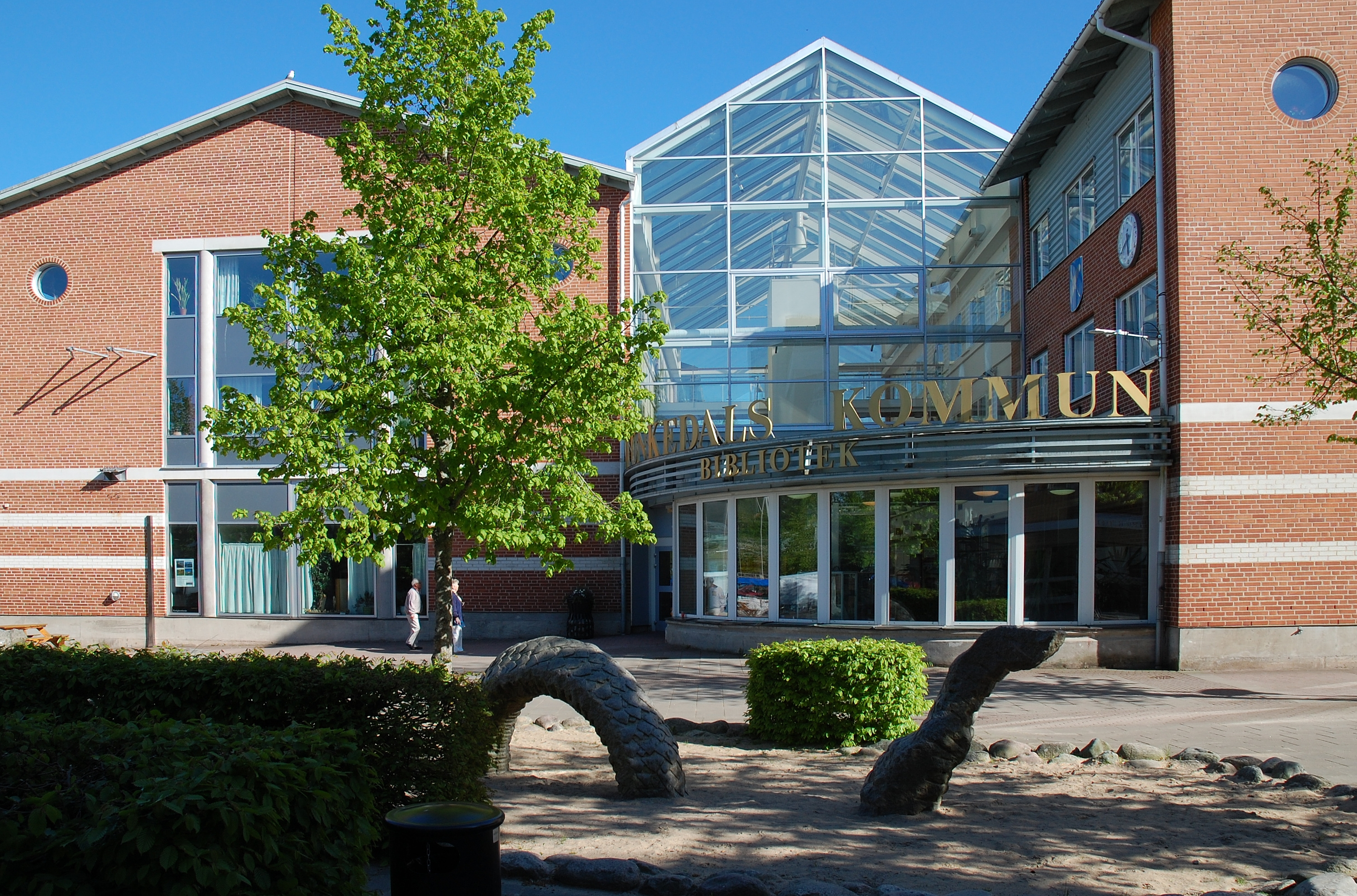
Управа комуни
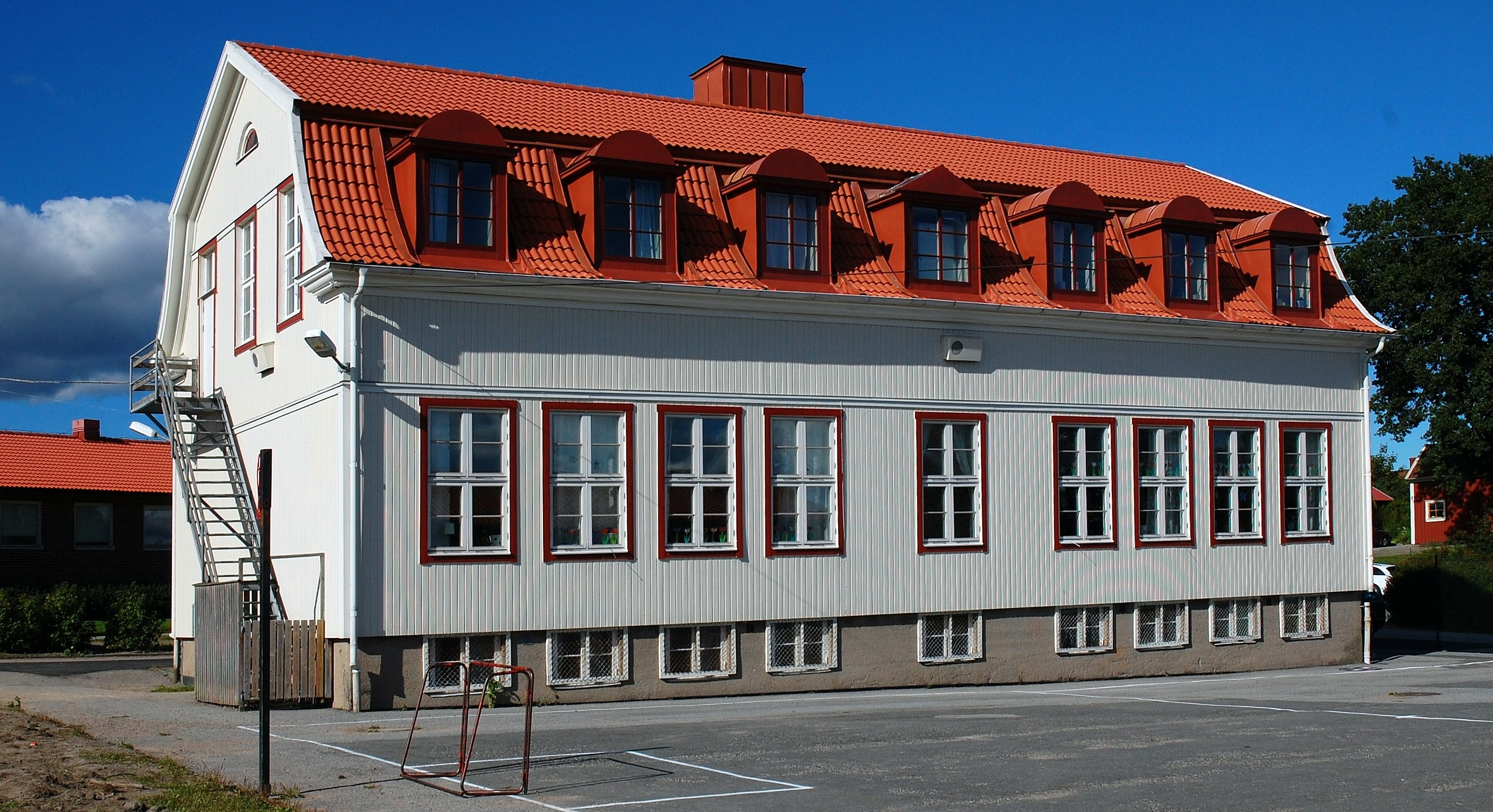
Школа

## Покликання
- Сайт комуни Мункедаль [Архівовано 17 березня 2022 у Wayback Machine.]